# فور لیکز (واشینگتن)
فور لیکز، واشینگتن (به انگلیسی: Four Lakes, Washington) یک مکان مختص سرشماری در ایالات متحده آمریکا است که در شهرستان اسپوکن، واشینگتن واقع شده‌است.

## خصوصیات
فور لیکز ۵۱۲ نفر جمعیت دارد و ۷۴۰٫۹۸ متر بالاتر از سطح دریا واقع شده‌است.